# Petit Palais
Petit Palais (česky Malý palác) je galerie a muzeum výtvarného umění v Paříži. Budova byla postavena jako výstavní pavilon u příležitosti světové výstavy roku 1900 stejně jako protilehlý Grand Palais. Autorem je architekt Charles Girault (1851–1932). Nachází se na Avenue Winston-Churchill v 8. obvodu. Palác je chráněn jako historická památka.

## Historie
Budova byla otevřena pro světovou výstavu v roce 1900. Muzeum bylo zprovozněno 11. listopadu 1902 jako městské muzeum umění (Palais des Beaux-Arts de la Ville de Paris). V letech 2001–2005 byl Petit Palais uzavřen z důvodu rekonstrukce.

## Architektura
Petit Palais je uspořádán kolem půlkruhové zahrady. Výstavní prostory (přes 5000 m2) jsou umístěny v prvním patře, přízemí je věnováno kancelářím a depozitářům. Fasáda je téměř 150 m dlouhá, uprostřed monumentální portikus s kupolí. Jónské sloupy zdobí venkovní fasádu a tvoří půlkruhový peristyl na vnitřním nádvoří. Výzdobu doplňují basreliéfy. Osvětlení prostor je přirozeným světlem, proto jsou zde velká okna a prosklená kupole.

## Sbírky
Výtvarné umění je zastoupeno od antiky do konce 19. století (obrazy, sochy, umělecké předměty), sbírky 20. století se nacházejí v Palais de Tokyo. Sbírky byly obohaceny o mnoho darů věnovaných městu Paříži:
- Eugène a Auguste Dutuitovi přenechali v roce 1902 muzeu svou sbírku 20 000 uměleckých děl, mezi nimi např. Rembrandtův autoportrét, díla Rubense, antické umění Řecka a Říma, umělecké předměty od středověku po renesanci aj.
- Edward a Julia Tuckovi odkázali muzeu v roce 1930 svou sbírku francouzského umění 18. století.
- Ambroise Vollard věnoval sbírku moderního umění, mezi ním i mj. obrazy Pierra Bonnarda a Paula Cézanna.
- Roger Cabal odkázal roku 1998 sbírku ikon.

Souběžně s těmito dary muzeum získává další díla nákupem.
Sbírka grafického umění se skládá z 18 000 rytin a 9000 kreseb od starověku po moderní období. Kresbami jsou zde zastoupeni Rembrandt, Jacob van Ruisdael, Adriaen Van Ostade, Anthonis van Dyck, Claude Lorrain, Antoine Watteau, Jean-Honoré Fragonard nebo Hubert Robert. Mezi rytinami jsou zastoupeni Martin Schongauer, Albrecht Dürer, Lucas van Leyden, Rembrandt (350 kusů), Anthonis van Dyck, Jean-Honoré Fragonard a Antoine Watteau.